# Смикавець пізній
{{#ifeq:0|0|{{#if:|{{#if:Cyperusserotinus|[[]}}|}}}}
Смикавець пізній, ситничок пізній як Juncellus serotinus (Cyperus serotinus) — вид рослин з родини осокових (Cyperaceae); поширений у південній частині Євразії.

## Опис
Багаторічна рослина. Кореневища з довгими столонами. Стебла 35–100 см заввишки, товсті, стиснуто трикутні, гладкі, небагато листяні в прикореневій частині. Листки від коротших до трохи довших від стебел; листова пластина шириною 3–10 мм, гладка. Суцвіття переважно до 16 см. Горішки коричневі, широко еліпсоїдні, майже кулясті або широко-яйцюваті, ≈2 мм.

## Поширення
Поширений у південній частині Євразії; натуралізований в Австралії й США.
В Україні зростає на болотистих луках — у Степу (в плавнях нижнього Дністра), спорадично.

## Загрози та охорона
Загрози невідомі.
Вид класифікується як вимерлий у Швейцарії та вразливий у Хорватії, інших заходів щодо збереження не існує ні потрібних, ні необхідних.